# Río Alcarrache
Río Alcarrache este o arie protejată (arie specială de conservare — SAC, sit de importanță comunitară — SCI) din Spania întinsă pe o suprafață de 1.336,95 ha, integral pe uscat.

## Localizare
Centrul sitului Río Alcarrache este situat la coordonatele 38°28′09″N 6°54′48″W / 38.469167°N 6.913333°V.

## Înființare
Situl Río Alcarrache a fost declarat sit de importanță comunitară în decembrie 1997 pentru a proteja 28 de specii de animale. Situl a fost protejat și ca arie specială de conservare în mai 2015.

## Biodiversitate
Situată în ecoregiunea mediteraneană, aria protejată conține 6 habitate naturale: Galerii și tufărișuri riverane sudice (Nerio-Tamaricetea și Securinegion tinctoriae), Dehesas cu Quercus spp. perene, Galerii de Salix alba și de Populus alba, Pajiști umede mediteraneene cu ierburi înalte de Molinio-Holoschoenion, Tufărișuri termo-mediteraneene și de pre-deșert, Pseudostepă cu ierburi și specii anuale de Thero-Brachypodietea.
La baza desemnării sitului se află mai multe specii protejate:
- păsări (17): fluierar de munte (Actitis hypoleucos), pescăruș albastru (Alcedo atthis), rață mare (Anas platyrhynchos), stârc cenușiu (Ardea cinerea), Bubulcus ibis, barză albă (Ciconia ciconia), egretă mică (Egretta garzetta), becațină comună (Gallinago gallinago), Hippolais polyglotta, pescăruș negricios (Larus fuscus), ciocârlie de pădure (Lullula arborea), prigoare (Merops apiaster), gaia neagră (Milvus migrans), gaia roșie (Milvus milvus), pitulice de munte (Phylloscopus collybita), fluierarul de zăvoi (Tringa ochropus), nagâț (Vanellus vanellus)
- amfibieni (1): Discoglossus galganoi
- mamifere (1): vidră de râu (Lutra lutra)
- nevertebrate (1): fluturele auriu (Euphydryas aurinia)
- pești (6): Anaecypris hispanica, Cobitis paludica, Luciobarbus comizo, Pseudochondrostoma willkommii, Rutilus alburnoides, Rutilus lemmingii
- reptile (2): țestoasa de baltă (Emys orbicularis), Mauremys leprosa

Pe lângă speciile protejate, pe teritoriul sitului au mai fost identificate 4 specii de plante, 8 specii de amfibieni, 9 specii de mamifere, 3 specii de nevertebrate, 6 specii de pești, 13 specii de reptile.